# 圣莫里斯德雷芒
圣莫里斯德雷芒（法語：Saint-Maurice-de-Rémens，法語發音：[sɛ̃ moʁis də ʁemɑ̃]）是法国东部安省的一个市镇，属于贝莱区。

## 地理
圣莫里斯德雷芒（45°57'31"N, 5°16'32"E）面积10.35 平方千米，位于法国奥弗涅-罗讷-阿尔卑斯大区安省，该省份为法国东部省份，北起汝拉省，西北接索恩-卢瓦尔省，西接罗讷省和里昂大都会，南至伊泽尔省，东与萨瓦省、上萨瓦省和瑞士接壤。
与圣莫里斯德雷芒接壤的市镇（或旧市镇、城区）包括：加亚尔堡、沙蒂永拉帕吕、安河畔沙泽、莱芒、安河畔维莱特、维略-卢瓦-莫隆。

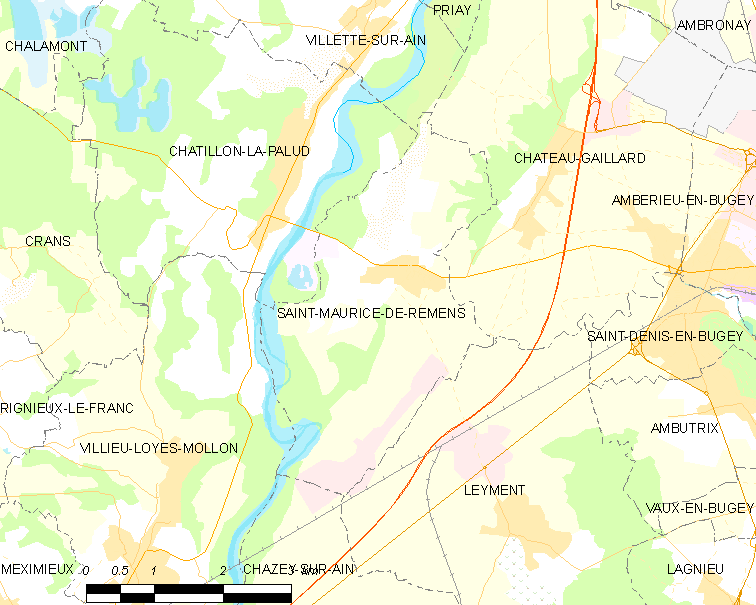
圣莫里斯德雷芒的OSM定位图

圣莫里斯德雷芒的时区为UTC+01:00、UTC+02:00（夏令时）。

## 行政
圣莫里斯德雷芒的邮政编码为01500，INSEE市镇编码为01379。

## 政治
圣莫里斯德雷芒所属的省级选区为昂贝略昂比热县。

## 人口

1962-2008年间圣莫里斯德雷芒人口变化图示

圣莫里斯德雷芒于2022年1月1日时的人口数量为758人。